# Pseudocrates anthisphena
Pseudocrates anthisphena är en fjärilsart som beskrevs av Edward Meyrick 1918. Pseudocrates anthisphena ingår i släktet Pseudocrates och familjen Lecithoceridae. Inga underarter finns listade i Catalogue of Life.